# Мансур Максуди
Мансур Максуди Абдул Рауфович (узб. Mansur Maksudi Abdul Raufovich) (23.05.1966 Кабул) — предприниматель. Бывший муж дочери президента Узбекистана Гульнары Каримовой.

## Биография
Родился 23 мая 1966 года в Кабуле, Афганистан. Этнический узбек.
Отец — Абдул Рауф, узбек переселившийся в Афганистан. Являлся председателем Афгано-Советского торгового совета. Получил от СССР кредит 3 миллиона долларов США для приобретения станков и оборудования. С этими деньгами в начале 1980-х годов прошлого века бежал в Нью-Йорк, где открыл магазин электронных товаров. 
Мансур закончил Гарвардский университет. Познакомился с Гульнарой в Ташкенте в 1991 году. Их брак продолжался с 1991 по 2003 года. Бракоразводный процесс продолжался два года. Суд штата Нью-Джерси обязал Гульнару Каримову вернуть двух детей их отцу, Мансуру. Гульнара это решение суда не исполнила. Суд выдал санкцию на арест дочери узбекского президента и обязал её оплатить судебные издержки в размере 3,2 миллиона долларов США. В июле 2008 года Высший суд штата Нью-Джерси постановил вернуть Каримовой полное право на двоих детей.

### Предпринимательская деятельность
Стал преуспевающим бизнесменом после женитьбы на дочери узбекского президента. Максуди был президентом и главным акционером филиала компании «Кока-Кола» в Узбекистане. А для оперативного руководства её деятельностью он создал ещё одну фирму — «Роз Трейдинг Лтд.», зарегистрированную в офшорной зоне на Каймановых островах. В течение десятилетия, после распада СССР, Максуди был одним из самых преуспевающих иностранных бизнесменов в Узбекистане, своего рода связным между крупным капиталом Америки и семьёй Ислама Каримова.
Будучи главой компании «Роз Трейдинг» — получил эксклюзивное право конвертировать заработанную валюту.
В 1994 году совместно с «Кока—кола» и «УзПищеПромом» создал СП «Кока—кола Боттлерз Тошкент ЛТД».
Получил в откуп 2 завода по розливу «Кока—колы» в Ташкенте и Кибрае. В феврале 1997 году открыл третий завод в Намангане (инвестировано 10 млн долларов) и заложил строительство четвёртого — в Ташкенте.
После развода с Гульнарой Каримовой все предприятия, принадлежащие ему, были изъяты, а саму семью Максуди изгнали из Узбекистана.

### Обвинения
Узбекистан направил в США материалы, в которых обвиняет Максуди в том, что он сокрыл налоги на сумму 17,6 миллиона долларов США. Получал взятки в особо крупных размерах, занимался хищением чужого имущества и отмыванием денег. При регистрации предприятия «Роз Трейдинг Лтд» представил поддельные документы. Различные виды товаров компания «Роз Трейдинг Лтд» отгружала не в Ташкент, а на самом деле в Объединённые Арабские Эмираты или же они вообще не покидали США и шли на продажу в Нью-Йорке и Нью-Джерси.
Узбекские власти утверждают, что компания Максуди также нарушала и международные законы — приобретала нефтепродукты в Ираке, несмотря на международные экономические санкции в отношении этой страны.
В настоящее время по требованию Узбекистана в список Интерпола включены три члена семьи Максуди — Абдул Рауф, Мансур и Фарид Ахмед.